# Hélène Laporte

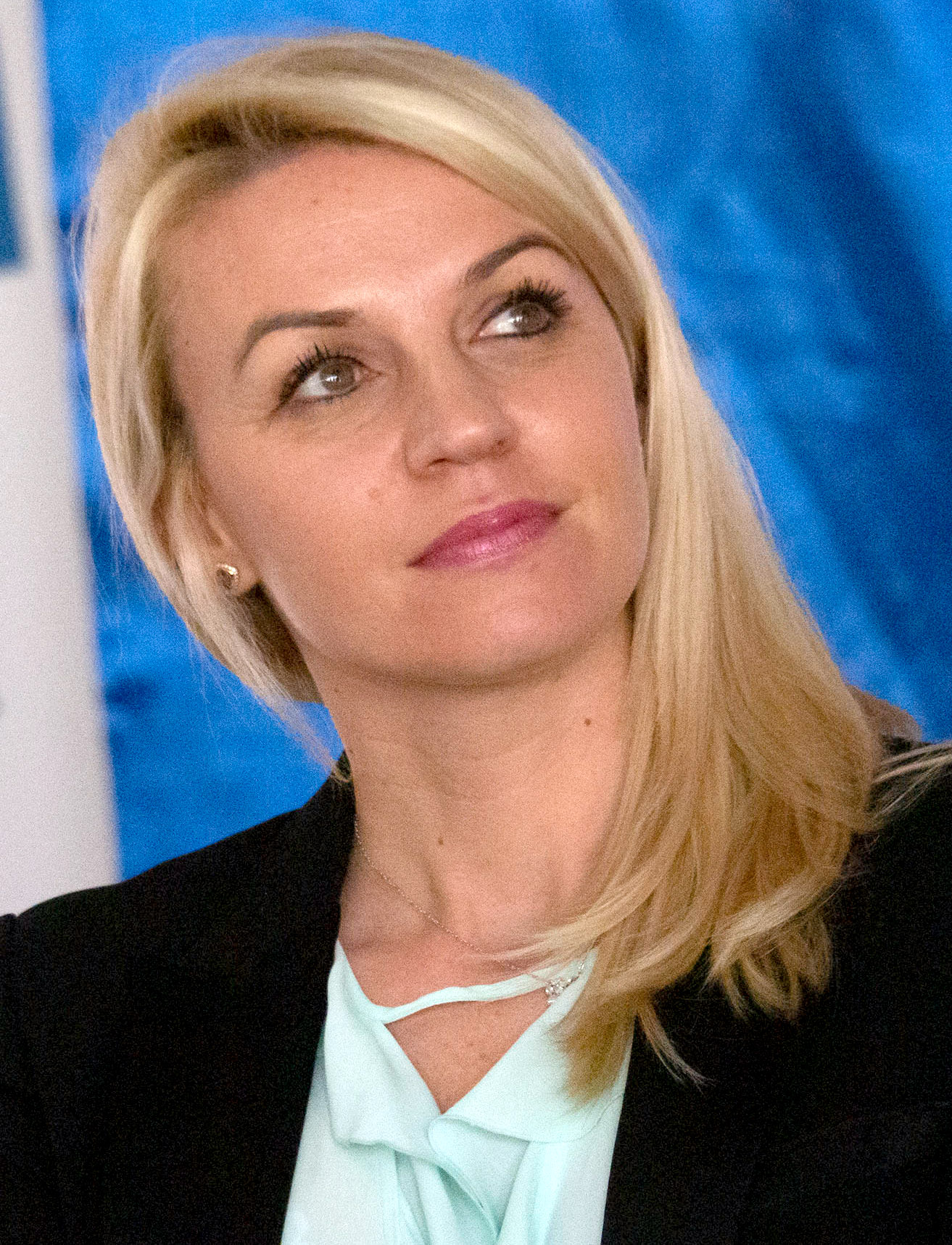
Hélène Laporte (2019)

Hélène Laporte (* 29. Dezember 1978 in Villeneuve-sur-Lot) ist eine französische Politikerin (Rassemblement National). Seit 2022 ist sie Abgeordnete der Nationalversammlung und deren Vizepräsidentin. Zuvor war sie von 2019 bis 2022 Mitglied des Europäischen Parlaments.

## Lebenslauf
Ihr Großvater, Jacques Laporte, war Kandidat der Front National bei den Parlamentswahlen 1997 in Villeneuve-sur-Lot, und ihre Mutter, Isabelle Laporte, wurde von der städtischen Opposition in derselben Stadt gewählt.
Bei der Europawahl in Frankreich 2019 wurde sie zum Mitglied des Europäischen Parlaments gewählt. Bei der Parlamentswahl in Frankreich 2022 wurde sie in die Nationalversammlung gewählt. Im Zuge dessen legte sie ihr Mandat im Europaparlament nieder. Für sie rückte Patricia Chagnon ins Europaparlament nach.